# Vettura full-size
Una vettura full-size è, nel mercato statunitense, un'automobile con un passo superiore ai 2,79 metri (110 in) oppure con un volume interno maggiore di 3 300 litri; sul mercato australiano e neozelandese queste vetture, definite in base alla loro lunghezza, vengono definite Large car oppure Family car. 

## Caratteristiche

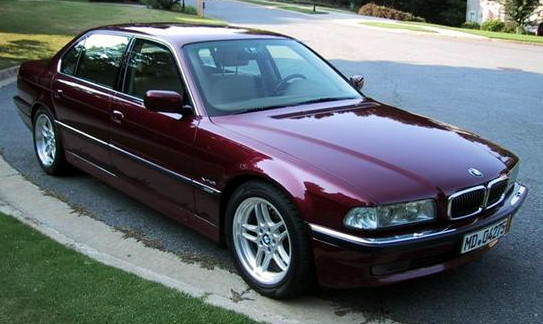
Una BMW 750iL del 1998, esempio di un'auto full-size

Hanno di solito motori di grande cilindrata, sopra i 6 litri, che vengono chiamati big-block. In Nord America, dagli anni settanta le vendite di questa tipologia di automobile sono in costante declino a causa del costante aumento del prezzo del petrolio. Alcuni esempi di vetture full-size sono la Ford Crown Victoria, la Cadillac Eldorado e la Chevrolet Impala.